# Notting Hill Gate Station
Notting Hill Gate Station er en London Underground-station på gaden Notting Hill Gate. Stationen er betjent af Central line, mellem Holland Park og Queensway, og Circle line og District line mellem High Street Kensington og Bayswater. Den ligger på grænsen mellem takstzone 1 og 2.

## Historie
Circle og District lines perroner i afgravning blev åbnet den 1. oktober 1868 af Metropolitan Railway (MR), som en del af deres forlængelse fra Paddington til Gloucester Road. Central line-perronerne blev åbnet den 30. juli 1900 af Central London Railway (CLR). Indgang til de to sæt perroner foregik oprindeligt via separate stationsbygninger på hver sin side af vejen, og adgang til CLR-perronerne foregik oprindeligt via elevatore.
Stationsnavnet Notting Hill Gate kunne muligvis forveksles med MR-stationen mod nord i Ladbroke Grove, der hed "Notting Hill", da den åbnede i 1864, og blev omdøbt til "Notting Hill & Ladbroke Grove" i 1880. I 1919 droppede MR denne reference t Notting Hill, og omdøbte den til "Ladbroke Grove (North Kensington)", og fra 1938 kun "Ladbroke Grove".

### Ombygning
Stationen blev ombygget i slutningen af 1950'erne og genåbnede den 1. marts 1959 med en forbindelse mellem de to 'Notting Hill Gate Stationer', der hidtil havde hver sin indgang på hver side af gaden, med en delt billethal i afgravning med rulletrapper ned til Central line. Rulletrapperne var de første i The Underground til at have sidepaneler i metal frem for træ. Den nye indgang fungerer også som en gangtunnel under den udvidede Notting Hill Gate.

#### Modernisering
Stationen gennemgår i øjeblikket (2010-11) en modernisering, der indeholder nye keramikfliser i indgangen i gangtunnellen, de dybtliggende gangtunneller og på Central line-perronerne, ligesom billethallen får nyt layout.
Under arbejdet er der i en nedlagt gang til elevatorene fra den oprindelige CLR-station fra 1900 fundet en række oprindelige plakater. Der kan ses billeder af plakaterne på http://www.flickr.com/photos/36844288@N00/sets/72157624079183751/
Det blev foreslået af arkitekterne ved Weston Williamson, at der skulle opføres udhæng over indgangen fra gaden, men dette er ikke blevet implementeret.

## Nærliggende steder
- Portobello Road, kendt for Portobello Market
- Kensington Palace Gardens

## Medieoptrædener
I filmen 'Otley' fra 1968, var det på en af Central line-perronerne på Notting Hill Gate (eller en station der forestillede denne) at lejemorder og buschauffør Johnston, spillet af Leonard Rossiter, sprænger sig selv i luften, da han åbnede en bombekuffert fuld af penge.

## Layout
Den vestgående Central line-perron er placeret over den østgående perron, for da CLR anlagde dem, ville de ikke bore tunneller bygninger, og gaden over var ikke bred nok til at have de to perroner ved siden af hinanden.

## Transportforbindelser
London buslinjer 27, 28, 31, 52, 70, 94, 148, 328, 390, 452, natlinjer N28, N31, N52, N207 og Oxford Tube-busser.

## Galleri
- District & Circle line-perroner (september 2006)
- Taget over District & Circle line-perronerne (september 2006)
- Østgående Central line-perron set mod vest